# Louis Lavergne
Pour les articles homonymes, voir Lavergne.
Louis Lavergne (1er décembre 1845-15 février 1931) fut un notaire, rédacteur et homme politique fédéral du Québec.
Né à Saint-Pierre-de-Montmagny dans la région de Chaudière-Appalaches, M. Lavergne étudia au Collège de Sainte-Anne-de-la-Pocatière. 
Il devint député du Parti libéral du Canada dans la circonscription de Drummond—Arthabaska lorsque son frère, Joseph Lavergne, démissionna après avoir accepté un poste de juge à la Cour supérieure du Québec en 1897. Réélu en 1900, 1904 et en 1908, il quitte ses fonctions de député en 1910 pour accepter le poste de sénateur de la division de Kennebec, poste qui offert par le premier ministre Wilfrid Laurier. Il demeurera en poste jusqu'en 1930.
Il est précédemment maire des municipalités d'Arthabaska et de Princeville.
Son neveu, Armand Lavergne, a été député fédéral conservateur de Montmagny de 1904 à 1908 et de 1930 à 1935.